# Episodi di Doraemon (serie animata 1973)

Doraemon nella sigla della serie animata

Questa è la lista degli episodi di Doraemon, serie televisiva anime del 1973 prodotta dallo studio Tokyo Movie e trasmessa in Giappone su Nippon Television dal 1º aprile al 30 settembre 1973.
La serie conta 26 episodi e ogni puntata è composta da due capitoli. Le sigle di apertura e chiusura sono rispettivamente Doraemon (ドラえもん?) e Doraemon Rumba (ドラえもんルンバ?), entrambe composte da Harumi Naitō.
Questa fu la prima serie anime derivata dal manga omonimo ma, in seguito al fallimento della Nippon TV Video nel 1973, fu cancellata e mai più trasmessa. Di conseguenza tutti i master originali finirono per essere venduti o distrutti in favore dell'edizione del 1979.

## Lista episodi
| Nº | Titolo italiano (traduzione letterale) Giapponese 「Kanji」 - Rōmaji                                                                                                 | In onda           | In onda |
| Nº | Titolo italiano (traduzione letterale) Giapponese 「Kanji」 - Rōmaji                                                                                                 | Giapponese        |         |
| 1  | Arriva Doraemon! 「出た！！ドラえもん」 - Deta!! DoraemonLa cavalletta delle scuse 「ペコペコバッタ大騒動」 - Pekopekobatta ōsōdō                                    | 1º aprile 1973    |         |
| 2  | Una ragazza carina... Sul tetto! 「屋根の上のすてきな子」 - Yane no ue no suteki na koL'antenato di Nobita 「のび太のご先祖さん」 - Nobita no go senzo-san           | 8 aprile 1973     |         |
| 3  | Operazione Cupido 「キューピッドですきすき作戦」 - Kyūpiddo de suki suki sakusenComprendere le proprie debolezze 「弱味をにぎれ」 - Yowami o nigire                  | 15 aprile 1973    |         |
| 4  | Doraemon, il gatto che teme i topi 「ねずみに弱い猫もある」 - Nezumi ni yowai neko mo aruSconfiggere il bullo 「ガキ大将をやっつけろ」 - Gakitaishō o yattsukero     | 22 aprile 1973    |         |
| 5  | Lo specchio dell'adulazione 「おせじ鏡」 - Oseji kagamiL'anniversario di matrimonio di mamma e papà 「パパとママの結婚記念日」 - Papa to mama no kekkon kinenbi      | 29 aprile 1973    |         |
| 6  | Una macchina fotografica maledetta 「のろいカメラ」 - Noroi kameraUn piano per vincere alla lotteria 「宝くじ大当り作戦」 - Takarakuji ōatari sakusen                | 6 maggio 1973     |         |
| 7  | Il grande duello: Nobita contro Gian! 「決闘！のび太とジャイアン」 - Kettō! Nobita to JaianChi sono io? 「わたしは誰でしょう」 - Watashi ha dare deshō               | 13 maggio 1973    |         |
| 8  | La rivolta di Abekonbe 「アベコンベ騒動」 - Abekonbe sōdōIl mistero della casa infestata 「おばけ屋敷の謎」 - Obake yashiki no nazo                                  | 20 maggio 1973    |         |
| 9  | Cambi di velocità 「クイック・スロー大作戦」 - Kuikku surō daisakusenNobita, l'uomo della pioggia 「のび太は雨男」 - Nobita wa ame otoko                             | 27 maggio 1973    |         |
| 10 | Il super miscelatore 「ウルトラミキサー」 - Urutora MikisāAlla ricerca della stella dei desideri 「ねがい星流れ星」 - Negaiboshi nagareboshi                         | 3 giugno 1973     |         |
| 11 | L'abito misterioso 「ふしぎなふろしき」 - Fushigi na furoshikiLa nonna di Nobita 「のび太のおばあちゃん」 - Nobita no obā-chan                                       | 10 giugno 1973    |         |
| 12 | L'enorme alleanza del Pipistrello Rosso 「大リーグ赤バット」 - Dai rīgu aka battoForte come un adulto! 「男は力で勝負する」 - Otoko wa chikara de shōbu suru         | 17 giugno 1973    |         |
| 13 | Arriva Gachako! 「ガチャ子登場」 - Gacha-ko tōjōIl rossetto parla-oggetti 「おしゃべり口べに」 - Oshaberi kuchibe ni                                                 | 24 giugno 1973    |         |
| 14 | Adoro questa macchina fotografica! 「すきすきカメラ」 - Suki suki kameraUn appuntamento sulla Via Lattea 「天の川でデイトしよう」 - Amanogawa de deito shiyō         | 1º luglio 1973    |         |
| 15 | Una strana automobile 「へんなロボットカー」 - Hen'na robotto kāIl sapone del sorriso 「ニコニコせっけん」 - Nikoniko sekken                                         | 8 luglio 1973     |         |
| 16 | Il comandante del Palazzo Imperiale 「おれ署長のだいり」 - Ore shochō no dairiProviamo a sciare... D'estate! 「さあ夏だ！スキーをやろう」 - Sā natsu da! Sukī o yarō | 15 luglio 1973    |         |
| 17 | Le ricevute dell'odio 「成績表はいやだなあ」 - Seiseki-hyō wa iyada nāCatturo la mia ombra! 「自分のかげをつかまえろ」 - Jibun no kage o tsukamaero                  | 29 luglio 1973    |         |
| 18 | Al mare con il sottomarino 「潜水艦で海へ行こう」 - Sensuikan de umi he ikōUn orologio veramente strano 「くっるたハラ時計」 - Kurruta hara tokei                    | 5 agosto 1973     |         |
| 19 | Proteste sul campo 「キャンプ騒動」 - Kyanpu sōdōQualcuno sta per dimenticare qualcosa... 「忘れな草って何だっけ」 - Wasurenagusa tte nani dakke                     | 12 agosto 1973    |         |
| 20 | Un parasole molto carino 「クーラーパラソル」 - Kūrā parasoruIl diario ogni-momento 「いつでも日記」 - Itsudemo nikki                                                | 19 agosto 1973    |         |
| 21 | Il fantasma dei compiti 「宿題おばけが出た」 - Shukudai obake ga detaLa scatola del tempo 「お天気ボックス」 - Otenki bokkusu                                        | 26 agosto 1973    |         |
| 22 | Il voto del tradimento 「ぼくに清き一票を」 - Boku ni kiyoki ichi-pyō oJaiko, la disegnatrice di manga 「まんが家修行」 - Mangaka shugyō                             | 2 settembre 1973  |         |
| 23 | Un'amica carina 「すてきなガールフレンド」 - Sutekina gārufurendoLa rivolta dei fiori 「花いっぱい騒動」 - Gaippai sōdō                                              | 9 settembre 1973  |         |
| 24 | Il pastello colora-oggetti 「そっくりクレヨン」 - Sokkuri kureyonIl compleanno di Shizuka 「静香の誕生日」 - Shizuka no tanjōbi                                      | 16 settembre 1973 |         |
| 25 | Voglio diventare un astronauta! 「宇宙飛行士になりたい」 - Uchū hikōshi ni naritaiPerso e confuso 「まいごマゴマゴ大騒動」 - Maigo magomago ōsōdō                    | 23 settembre 1973 |         |
| 26 | La rivolta di Nendoron 「ネンドロン大騒動」 - Nendoron ōsōdōA presto, Doraemon! 「さようならドラえもん」 - Sayōnara Doraemon                                         | 30 settembre 1973 |         |